# 栗翅牛鸝
栗翅牛鸝（Agelaioides badius）是屬於擬黃鸝科的一种鸟。它在阿根廷、玻利维亚、乌拉圭、巴拉圭和巴西南部和中北部等地被發現。栗翅牛鸝體長為18釐米。